# Elecciones municipales de Huaura de 2018
Las elecciones municipales de Huaura de 2018 se llevaron a cabo el 7 de octubre de 2018 para elegir al alcalde y al Concejo Provincial de Huaura. La elección se celebró simultáneamente con elecciones regionales y municipales (provinciales y distritales) en todo el Perú.

## Sistema electoral
La Municipalidad Provincial de Huaura es el órgano administrativo y de gobierno de la provincia de Huaura. Está compuesta por el alcalde y el Concejo Provincial.
La votación del alcalde y el concejo se realiza en base al sufragio universal, que comprende a todos los ciudadanos nacionales y no nacionales mayores de dieciocho años, empadronados y residentes en la provincia de Huaura y en pleno goce de sus derechos políticos.
El Concejo Provincial de Huaura está compuesto por 11 regidores elegidos por sufragio directo para un período de cuatro (4) años, en forma conjunta con la elección del alcalde (quien lo preside). La votación es por lista cerrada y bloqueada. Se asigna a la lista ganadora los escaños según el método d'Hondt o la mitad más uno, lo que más le favorezca.

## Composición del Concejo Provincial de Huaura
La siguiente tabla muestra la composición del Concejo Provincial de Huaura antes de las elecciones.
| Partidos | Partidos                                        | Regidores |
| -------- | ----------------------------------------------- | --------- |
|          | Concertación para el Desarrollo Regional - Lima | 7         |
|          | Fuerza Popular                                  | 1         |
|          | Alianza para el Progreso                        | 1         |
|          | Solidaridad Nacional                            | 1         |
|          | Patria Joven                                    | 1         |

## Resultados

### Sumario general
|                      | Concertación para el Desarrollo Regional - Lima (CDR) | 26,281  | 22.60 | +0.25  | 7  | ±0 |  |  |
|                      | Alianza para el Progreso (APP)                        | 21,324  | 18.34 | +1.58  | 2  | +1 |  |  |
|                      | Movimiento Regional Unidad Cívica Lima (UCL)          | 19,511  | 16.78 | +14.14 | 1  | +1 |  |  |
|                      | Fuerza Popular (FP)                                   | 11,665  | 10.03 | –7.21  | 1  | ±0 |  |  |
|                      | Fuerza Regional (FR)                                  | 9,853   | 8.47  | –0.01  | 0  | ±0 |  |  |
|                      | Patria Joven (PJ)                                     | 9,269   | 7.97  | –1.07  | 0  | –1 |  |  |
|                      | Acción Popular (AP)                                   | 5,493   | 4.72  | +3.65  | 0  | ±0 |  |  |
|                      | Perú Patria Segura (PPS)                              | 3,177   | 2.73  | Nuevo  | 0  | ±0 |  |  |
|                      | Podemos por el Progreso del Perú (PP)                 | 3,044   | 2.62  | Nuevo  | 0  | ±0 |  |  |
|                      | Todos por el Cambio (TxC)                             | 1,753   | 1.51  | Nuevo  | 0  | ±0 |  |  |
|                      | Siempre Unidos (SU)                                   | 1,206   | 1.04  | –1.91  | 0  | ±0 |  |  |
|                      | Partido Aprista Peruano (APRA)                        | 878     | 0.75  | n/a    | 0  | ±0 |  |  |
|                      | Frente Amplio (FA)                                    | 795     | 0.68  | –0.82  | 0  | ±0 |  |  |
|                      | Partido Popular Cristiano (PPC)                       | 762     | 0.66  | n/a    | 0  | ±0 |  |  |
|                      | Perú Nación (PN)                                      | 713     | 0.61  | Nuevo  | 0  | ±0 |  |  |
|                      | Perú Libertario (PL)                                  | 571     | 0.49  | Nuevo  | 0  | ±0 |  |  |
|                      |                                                       |         |       |        |    |    |  |  |
| Total                | Total                                                 | 116,295 |       |        | 11 | ±0 |  |  |
|                      |                                                       |         |       |        |    |    |  |  |
| Votos válidos        | Votos válidos                                         | 116,295 | 81.86 | –4.49  |    |    |  |  |
| Votos en blanco      | Votos en blanco                                       | 13,241  | 9.32  | +3.49  |    |    |  |  |
| Votos nulos          | Votos nulos                                           | 12,533  | 8.82  | +1.00  |    |    |  |  |
| Votos emitidos       | Votos emitidos                                        | 142,069 | 83.70 | –2.78  |    |    |  |  |
| Abstenciones         | Abstenciones                                          | 27,660  | 16.30 | +2.78  |    |    |  |  |
| Votantes registrados | Votantes registrados                                  | 169,729 |       |        |    |    |  |  |
|                      |                                                       |         |       |        |    |    |  |  |
| Fuente:              |                                                       |         |       |        |    |    |  |  |

## Elecciones municipales distritales

### Resultados por distrito
La siguiente tabla enumera el control de los distritos de la provincia de Huaura. El cambio de mando de una organización política se resalta del color de ese partido.
| Distrito          | Alcalde(sa) titular         | Partido político | Partido político                | Alcalde(sa) electo(a)     | Partido político | Partido político                |
| ----------------- | --------------------------- | ---------------- | ------------------------------- | ------------------------- | ---------------- | ------------------------------- |
| Ámbar             | Lizardo Alor Solórzano      |                  | Patria Joven                    | Edilberto Osorio Arce     |                  | Fuerza Popular                  |
| Caleta de Carquín | Janssen Guerrero Peralta    |                  | Alianza para el Progreso        | Nilton Carreño Panana     |                  | Fuerza Popular                  |
| Checras           | Héctor Pizarro Medina       |                  | Patria Joven                    | Teodoro Rosas Estela      |                  | Alianza para el Progreso        |
| Hualmay           | Crispulo Jara Salazar       |                  | Concertación para el Desarrollo | Sandra Churrango Valdivia |                  | Concertación para el Desarrollo |
| Huaura            | Justiniano Valencia Pantoja |                  | Alianza para el Progreso        | Jacinto Romero Trujillo   |                  | Unidad Cívica Lima              |
| Leoncio Prado     | Valentín Torres Pacheco     |                  | Concertación para el Desarrollo | Máximo Carmin Barreto     |                  | Patria Joven                    |
| Paccho            | Jaime Granados Mejía        |                  | Concertación para el Desarrollo | Josué Claros Flores       |                  | Partido Aprista Peruano         |
| Santa Leonor      | César Valladares Salas      |                  | Fuerza Popular                  | Percy Gonzales Valverde   |                  | Alianza para el Progreso        |
| Santa María       | José Reyes Silva            |                  | Fuerza Regional                 | Juan García Romero        |                  | Concertación para el Desarrollo |
| Sayán             | Félix Esteban Aquino        |                  | Fuerza Popular                  | Félix Carrillo Diestra    |                  | Concertación para el Desarrollo |
| Végueta           | Alejandro Alor Portilla     |                  | Alianza para el Progreso        | Eutemio Ríos Alarcón      |                  | Fuerza Regional                 |